# Канал 1 (Турция)
Kanal 1 (Канал 1) — национальный телеканал Турции, вещающий под эгидой Ciner Yayın Holding. Основан 3 мая 2005 года. После смены названия на Merkez TV (MTV) канал транслировал тематические программы до 27 марта 2006 года, а после этой даты начал вещание на всю страну. В 2007 году TMSF вернула Канал 1 Ciner Yayın Holding. В конце 2007 году канал изменил свой облик и упаковку. А 27 января 2010 года канал прекратил вещание на кабеле и спутнике, а 28 февраля 2025 года канал снова вернулась в эфире.
За время своего общенационального вещания канал предпринял множество шагов и пытался найти себе место среди основных каналов, вещающих в Турции. Купив права на трансляцию чемпионата мира по футболу FIFA, проходившего в Германии в 2006 году, компания впервые в Турции транслировала матчи в прямом эфире и в записи с частного телеканала.
Телеканал с 1 сентябре 2025 году, снова начал вещать по кабель и спутнике.